# Lorraine (Québec)
Lorraine è un comune del Canada, situato nella provincia del Québec, nella regione di Laurentides.

## Descrizione
Lorraine è stata fondata nel 1960. La sua vocazione è quasi esclusivamente residenziale. Nessuna industria si trova sul territorio della città. Solo un settore commerciale molto limitato si trova all'ingresso principale della città, al confine con la Highway 640.

## Storia
Questa città è stata fondata nel 1960 nella tenuta di Garth, terreno che sarebbe servito come quartier generale dell'esercito britannico durante la ribellione dei patrioti nel 1837. La Maison Garth, costruita nel 1833, è elencata come monumento storico, sebbene ancora in uso. Questa città residenziale modello è stata fondata come parte di un programma federale del defunto Ministero degli Affari Urbani, che ha incoraggiato la creazione di "nuove città".

## Tempo atmosferico
Il clima di questa città è un clima continentale umido.
Gli inverni sono freddi con molte nevicate e le estati sono calde e umide.